# Faronta atrifera
Faronta atrifera är en fjärilsart som beskrevs av George Francis Hampson 1905. Faronta atrifera ingår i släktet Faronta och familjen nattflyn. Inga underarter finns listade i Catalogue of Life.